# Paso del Norte (opera)
Paso del Norte è un'opera moderna composta dal messicano Víctor Rasgado. È basata sulla storia vera di un gruppo di immigrati rimasti intrappolati nel vagone di un treno durante un viaggio verso gli Stati Uniti, morendo soffocati tutti tranne uno. Lo stile dell'opera è un misto tra una sinfonía moderna e musica tradizionale da banda. Per la prima dell'opera, lche ebbe luogo nella città di Oaxaca, Oax., la musica fu riarrangiata in modo da poter essere suonata dalla banda popolare San Bartolomé Zoogocho. Da allora, questa opera è stata suonata molte volte in Città di Messico e in Cd. Juárez, Chih., così come anche al Festival Internazionale Cervantino 2014.

## Composizione
Col titolo di un'opera di Juan Rulfo, questa opera fu creata per Victor Rasgado originario di Oaxaca, diventando così la sua quinta opera. Rasgado è appartenente a una prominente famiglia musicale di Oaxaca, studiò composizione nella Scuola Nazionale di Musica, Il Centro di Ricerca e Studi Musicali in Messico e altre scuole in Europa. Ha ricevuto varie borse di studio e premi per il suo lavoro, tanto in Messico come all'estero. Questa opera è basata sull'opera di teatro di Hugo Salcado, Il viaggio dei cantori, e fa riferimento ad un evento accaduto negli anni 80, quando un gruppo di immigrati furono abbandonati nel vagone di un treno fermo, morendo tutti soffocati tranne uno. Il sopravvissuto riuscì a respirare attraverso un piccolo foro nella porta del vagone. Passarono venti anni prima che la storia fosse messa in scena.

## Storia e messa in scena
L'opera ha undici scene in un atto, con una durata di più di una ora. Conta nove attori. Cantato in spagnolo, l'unico sopravvissuto della storia è il narratore. Il lavoro è una riflessione sociale sul fenomeno, comprendendo la separazione delle famiglie e il quasi completo abbandono della città per mancanza di lavoro. La principale parte femminile rappresenta spose e madri che furono lasciate a casa dopo la partenza degli uomini verso il nord.
Il suono è poco convenzionale per un'opera, specialmente la strumentazione, dovuta al miscuglio di musica tradizionale di banda messicana e una composizione più contemporánea. Il lavoro fu originalmente disegnato per percussioni, sassofono e pianodorte, ma fu poi modificata per essere suonata da una banda tradizionale popolare, diventando così la prima opera scritta in Messico da essere suonata in questa maniera.

## Spettacoli
Questa opera fu inscenata nel 2011 nel teatro Macedonio Alcalá nella Città di Oaxaca, come parte del Festival Eduardo Mata. Questa prima rappresentazione contò trentotto musicisti, attori e direttori. L'ensamble musicale scelto fu la banda del popolo San Bartolomé Zoogocho, dovuto al fatto che la metà della popolazione di questo popolo è emigrata negli Stati Uniti. Da allora questa opera è stata realizzata in molteplici luoghi della Città del Messico e in Cd. Juárez, Chihuahua, così come anche nel Festival Internazionale Cervantino 2014.